# Fenklup
Fanclub, vanaf 1967 geschreven als Fenklup, was een televisieprogramma dat van 1965 tot 1968 maandelijks op de vrijdagavond werd uitgezonden door de VARA en zich vooral richtte op tieners en midden-twintigers.

## Programma
Het programma draaide om popmuziek. Er waren optredens en interviews te zien met artiesten uit binnen- en buitenland. Daarnaast was er aandacht voor mode. Tijdens de eerste uitzending, op 22 oktober 1965, werd een interview met Cliff Richard vertoond en een optreden in de studio van Liesbeth List. Een terugkerend onderdeel in het programma was een wedstrijd tussen fans van verschillende artiesten.
Terwijl de beatmuziek in die jaren een opmars maakte, was er in het eerste seizoen nog bijna geen aandacht voor deze muziekstijl. Wel was er bijvoorbeeld Franstalige muziek van artiesten als Enrico Macias en Gigliola Cinquetti te horen. Niettemin traden ook internationaal aangeschreven artiesten op, zoals Jimi Hendrix, Cream, Pink Floyd en The Kinks. Vanaf het tweede seizoen waren regelmatig acts van Van Kooten en De Bie te zien als de Klisjeemannetjes.
In 1967 nam Sonja Barend de presentatie over van Judith Bosch en Ati Dijckmeester. Een van de uitzendingen van dat jaar was in kleur, terwijl het programma daarnaast nog een andere primeur had: in de uitzending van 8 november 1967 gaf David Bowie zijn eerste optreden buiten Engeland.

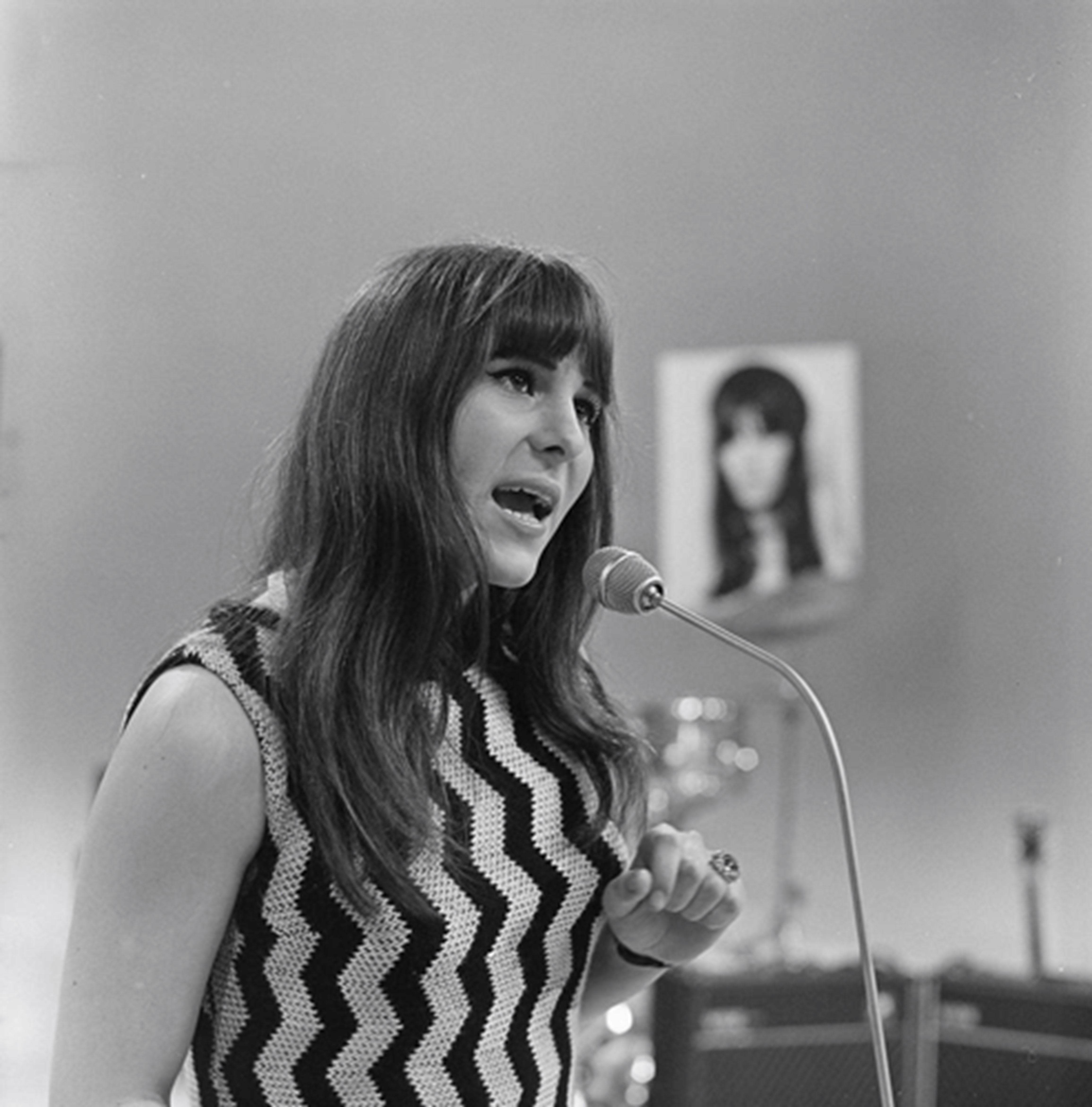
Gemma Eeltink (1966)
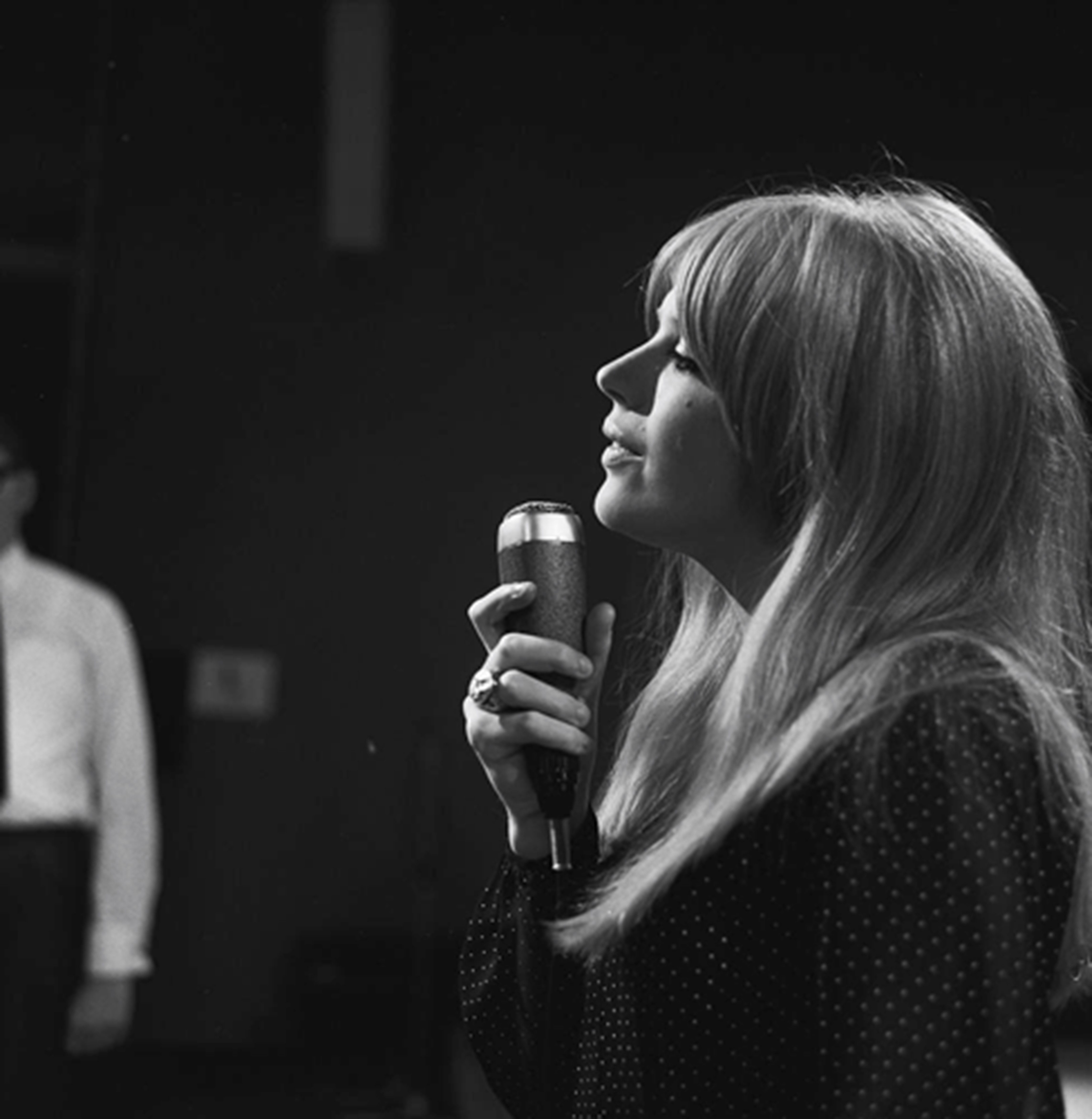
Marianne Faithfull (1966)
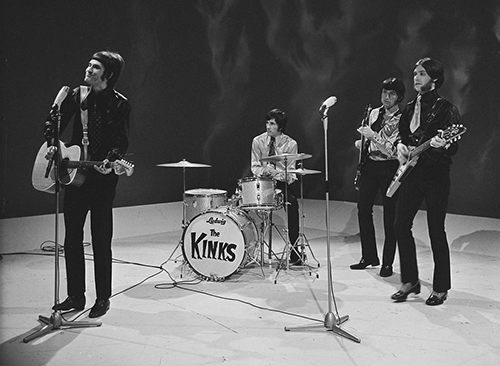
The Kinks (1967)
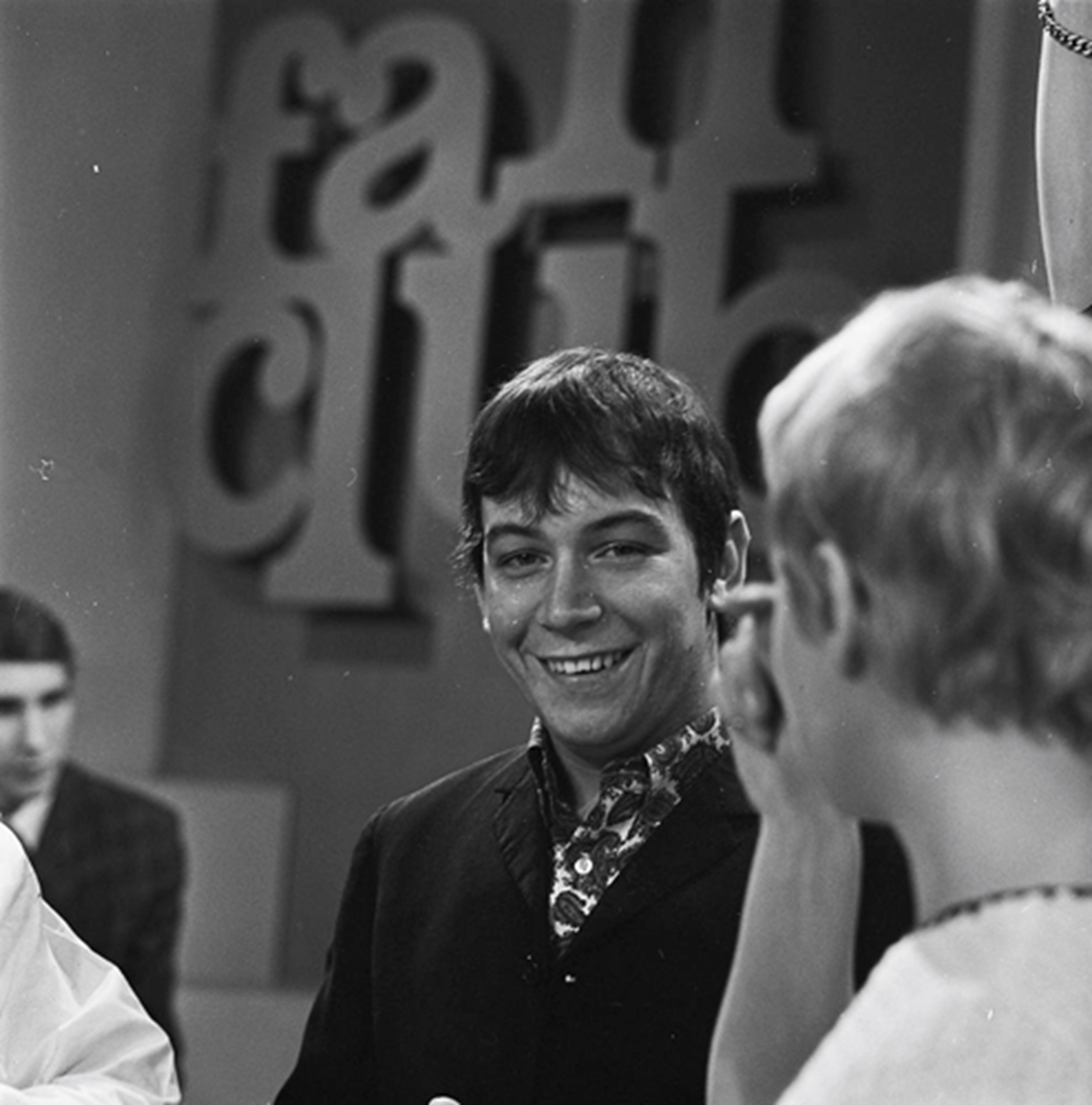
Judith Bosch interviewt Eric Burdon van The Animals (1967)
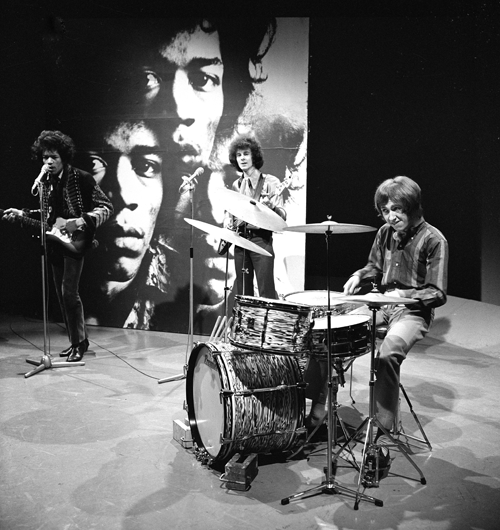
Jimi Hendrix Experience (1967)
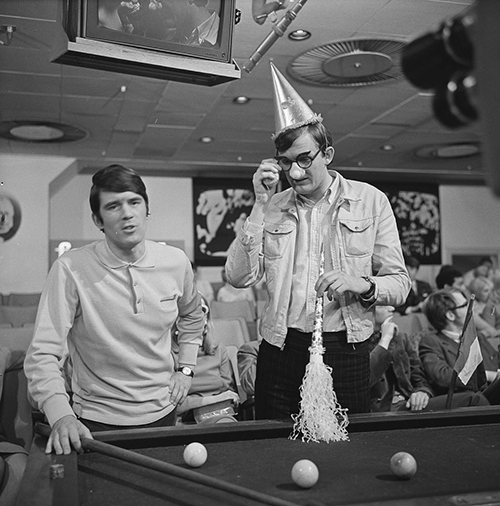
Klisjeemannetjes Van Kooten en De Bie (1967)
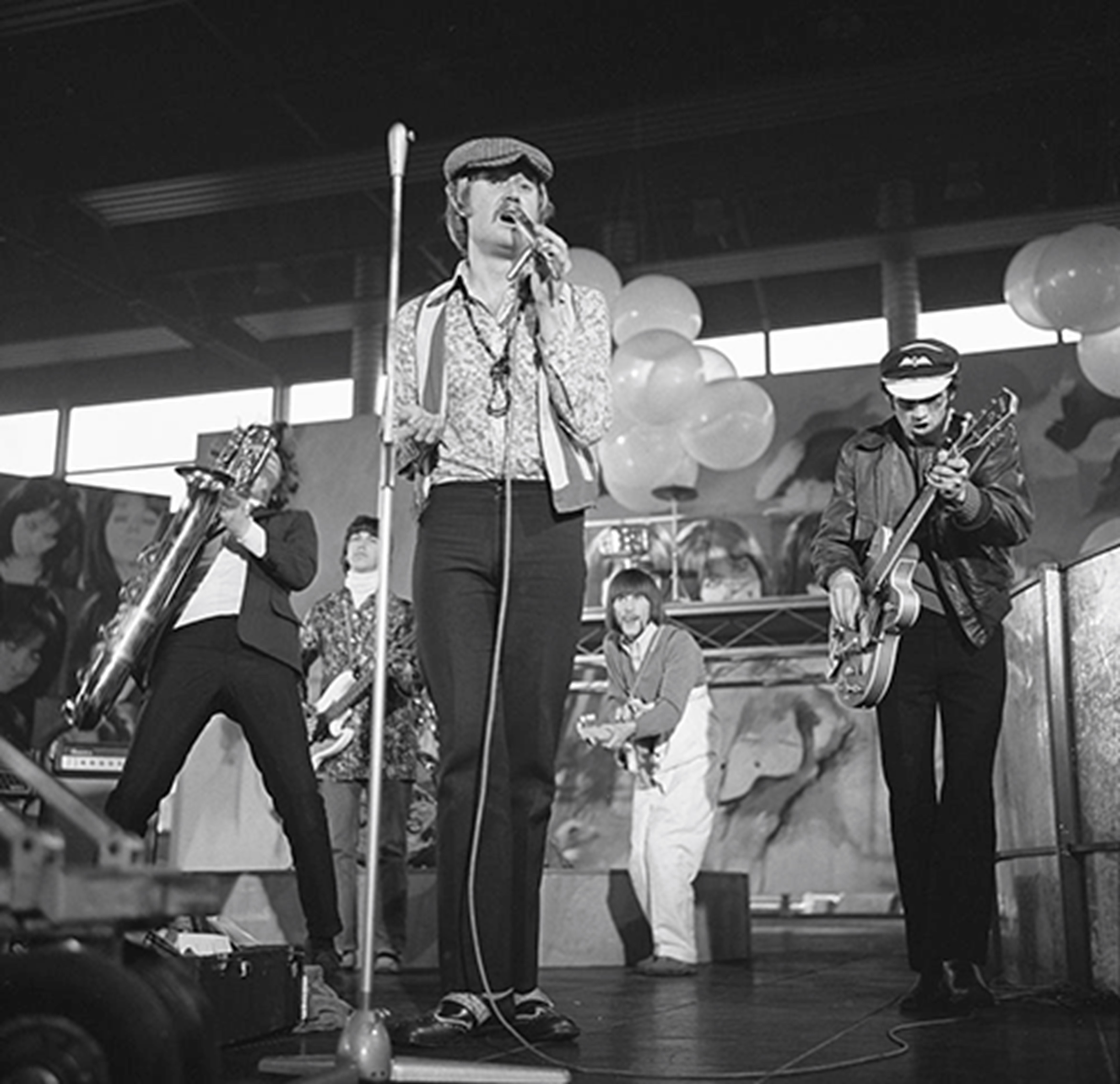
The Bonzo Dog Doo-Dah Band (1968)
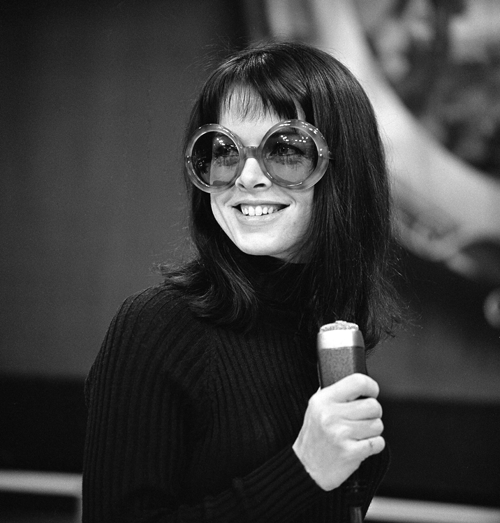
Presentatrice Sonja Barend (1968)

## Presentatoren
- Astrid Engels (1965-1966)
- Judith Bosch (1965-1966)
- Jeroen Krabbé (1966)
- Ati Dijckmeester (1966-1967)
- Sonja Barend (1967-1968)